# Mars 1835

## Événements
- 2 mars :
  - France : mise en vente du Père Goriot d'Honoré de Balzac. Le roman est la pièce maîtresse de la Comédie humaine.
  - Début du règne de Ferdinand Ier, le débonnaire (1793-1875), empereur d’Autriche. L’archiduc François-Charles, Metternich et le comte Kollowrath dirigent le conseil de régence (fin en 1848).

- 7 mars : second gouvernement de Manuel de Rosas en Argentine. Il instaure une dictature de fer en s’appuyant sur les caudillos provinciaux et en justifiant l’absence de gouvernement central au nom du fédéralisme.

- 12 mars, France : Ministère Broglie. Nouveau gouvernement présidé par le duc de Broglie. François Guizot conserve l'Instruction publique. Thiers ministre des Affaires Intérieures.

- 16 mars : rencontre de Tocqueville avec le journaliste britannique Henry Reeve, qui va traduire en anglais De la démocratie en Amérique.

## Naissances
- 7 mars : Daniel Giraud Elliot (mort en 1915), zoologiste américain.
- 12 mars : Simon Newcomb (mort en 1909), astronome, mathématicien, économiste et statisticien américain d'origine canadienne.
- 14 mars : Giovanni Schiaparelli (mort en 1910), astronome italien.
- 23 mars : Alexeï Korzoukhine, peintre russe († 30 octobre 1894).
- 24 mars : Joseph Stefan (mort en 1893), physicien et mathématicien slovène.

## Décès
- 1er mars : Sōhei (né en 1804), peintre japonais.
- 2 mars : François Ier (° 1768), empereur d’Autriche et roi de Hongrie.
- 20 mars : Léopold Robert, graveur et peintre d'origine suisse.